# Cedric Hardwicke
Cedric Webster Hardwicke (19 de febrero de 1893-6 de agosto de 1964), más conocido como Cedric Hardwicke, fue un actor británico.

## Biografía
Nació en Lye, Inglaterra, con el nombre de Cedric Webster Hardwicke. Sus padres eran Edwin Webster Hardwicke y Jessie Masterson. Estudió en la Bridgnorth Grammar School de Shropshire y posteriormente en la Royal Academy of Dramatic Art. 
Debutó como actor teatral en Londres actuando en el Teatro Lyceum en 1912 con el melodrama de Frederick Melville The Monk and the Woman. Ese año también trabajó en el Her Majesty como sustituto, actuando después en el Teatro Garrick con la pieza de Charles Klein Find the Woman y con Trust the People. En 1913 se sumó a la compañía de Francis Robert Benson, con la cual viajó por provincias y por Sudáfrica y Rodesia. En 1914 hizo gira con Letitia Marion Dallas interpretando la obra de Laurence Irving The Unwritten Law, actuando además en el Teatro Old Vic como Malcolm en Macbeth, Tranio en La fierecilla domada, o como el sepulturero en Hamlet, entre otros papeles.
Durante la Primera Guerra Mundial, Hardwicke sirvió con el Ejército Británico en el Frente Occidental. En enero de 1922 entró a formar parte de la Birmingham Repertory Company. Interpretó muchos papeles clásicos en los principales teatros de Londres, ganándose una buena reputación representando obras de George Bernard Shaw, que decía que Hardwicke era su quinto actor favorito tras los cuatro Hermanos Marx. Fue uno de los principales intérpretes de obras de Shaw de su generación, participando en César y Cleopatra, Pigmalión, El carro de manzanas, Cándida, Too True to Be Good y Hombre y superhombre, y consiguiendo una reputación tan alta que, a los 41 años, se convirtió en uno de los actores más jóvenes en ser nombrado caballero. 
Otros de sus éxito teatrales fueron The Amazing Dr. Clitterhouse, Antígona y A Majority of One, obra con la que fue nominado al Premio Tony, y en la cual interpretaba a un diplomático japonés. 
En 1928 Hardwicke se casó con la actriz inglesa Helena Pickard. En diciembre de 1935, Cedric Hardwicke fue elegido Conferenciante Rede de la Universidad de Cambridge.
Su primera actuación en el cine británico tuvo lugar en 1931, y en 1939 Hardwicke se encontraba trabajando en Hollywood, California. Fue el Dr. David Livingstone frente al Henry Morton Stanley interpretado por Spencer Tracy en el film de 1939 Stanley and Livingstone, y ese mismo año fue un memorable juez Jean Frollo en El jorobado de Notre Dame, con Charles Laughton encarnando a Quasimodo. Otra película suya destacada fue The Ghost of Frankenstein (1942). Además de estas interpretaciones, continuó su carrera teatral trabajando en la ciudad de Nueva York.
En 1944 volvió a Inglaterra, de nuevo en giras y actuando en Londres en el Teatro Westminster, donde interpretó a Richard Varwell en una producción de la comedia de Eden y Adelaide Phillpotts Yellow Sands. Volvió a Estados Unidos en 1945, donde actuó con Ethel Barrymore en diciembre en una reposición de Pigmalión. En 1946 trabajó junto a Katharine Cornell como Rey Creonte en una adaptación de la pieza de Jean Anouilh Antígona y en 1949 dio vida a Julio César en César y Cleopatra, de Bernard Shaw. En la temporada 1951-1952 actuó en Broadway junto a Agnes Moorehead, Charles Boyer, y Charles Laughton en Don Juan in Hell, obra de Bernard Shaw.
A pesar de haber actuado en filmes clásicos como Los Miserables (1935), Las minas del Rey Salomón (1937), Las llaves del reino (1944), The Winslow Boy (1948) y Ricardo III (1955, de Laurence Olivier), Hardwicke es recordado principalmente por dos papeles: el de Rey Arturo en la comedia musical, A Connecticut Yankee in King Arthur's Court (1949), en la cual cantaba Busy Doing Nothing en un trío que formaba con Bing Crosby y William Bendix, y por el del Faraón Seti I en la película de Cecil B. DeMille de 1956 Los diez mandamientos.
Además de actor teatral y cinematográfico, también trabajó en la televisión. En este medio intervino en 1956 en el episodio de Alfred Hitchcock Presents titulado Wet Saturday. En la temporada 1961-1962 encarnó al Profesor Crayton en la sitcom protagonizada por Gertrude Berg Mrs. G. Goes to College, emitida por la CBS. Antes había actuado como artista invitado en la serie de Howard Duff y Ida Lupino para la CBS Mr. Adams and Eve. Su último papel tuvo lugar en la serie The Outer Limits, en el episodio "The Forms of Things Unknown".
Cedric Hardwicke falleció en 1964 a causa de una afección pulmonar en la ciudad de Nueva York. Tenía 71 años de edad. Sus restos se conservan en el Crematorio de Golders Green en Londres.
Hardwicke tuvo un hijo actor, Edward Hardwicke, conocido por interpretar al Dr. Watson en la televisión británica en las décadas de 1980 y 1990.

## Filmografía parcial
| - Dreyfus (1931) - Rome Express (1932) - The Ghoul (1933) - Los miserables (1935) - La feria de la vanidad (1935) - Things to Come (1936) - La rosa de los Tudor (1936) - Las minas del Rey Salomón (1937) - On Borrowed Time (1939) - El explorador perdido (1939) - El jorobado de Notre Dame (1939) - The Invisible Man Returns (1940) - Tomas Brown (1940) - The Howards of Virginia (1940) - Suspicion (1941) - Cuando muere el día (1941) - The Ghost of Frankenstein (1942) - Invisible Agent (1942) - Commandos Strike at Dawn (1942) - Forever and a Day (1943) - Se ha puesto la luna (1943) - The Cross of Lorraine (1943) - The Lodger (1944) - Wilson (1944) | - Las llaves del reino (1944) - El retrato de Dorian Gray (1945, narrador) - Hombres de presa (1947) - Lured (1947) - Nicholas Nickleby (1947) - Nunca la olvidaré (1948) - Rope (1948) - Pleito de honor (1948) - Un yanki en la corte del rey Arturo (1949) - Rommel, el zorro del desierto (1951) - El guantelete verde (1952) - Salome (1953) - Botany Bay (1953) - La guerra de los mundos (1953, narrador) - Ricardo III (1955) - La vuelta al mundo en ochenta días (1956) - Astucia de mujer (1956) - Helena de Troya (1956) - Gaby (1956) - The Vagabond King (1956) - Los diez mandamientos (1956) - La historia de la humanidad (1957) - Cinco semanas en globo (1962) - Siempre estoy sola (1964) |